# William Cavendish (1617-1684)

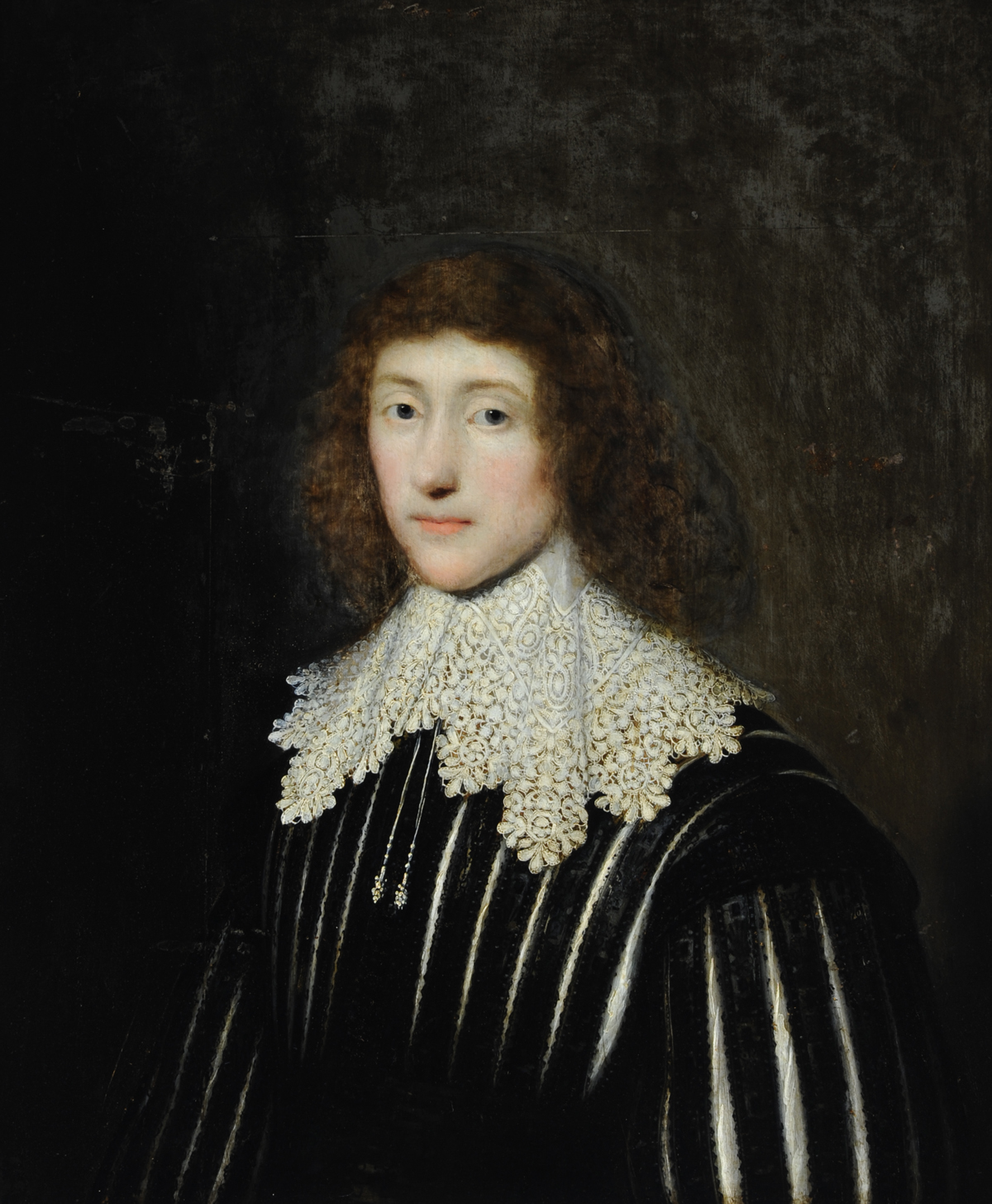
William Cavendish (1617-1648)

William Cavendish, III conde de Devonshire (c. 10 de octubre de 1617, 23 de noviembre de 1684) fue el hijo de William Cavendish, II conde de Devonshire y su mujer Christiana Bruce.
Se casó con lady Elizabeth Cecil, hija de William Cecil, el 4 de marzo de 1639. Tuvieron dos hijos:
- William Cavendish, IV conde de Devonshire que con posterioridad alcanzaría el honor de ser el I duque de Devonshire (1641-1707).
- Anne Cavendish ( c. 1660 - ? ), casada con Cecil John.